# Piet van der Horst
Petrus Michaelis van der Horst, detto Piet (Klundert, 25 ottobre 1903 – Breda, 18 febbraio 1983), è stato un pistard olandese.

## Palmarès

### Olimpiadi
- Argento a Amsterdam 1928 nell'inseguimento a squadre.